# Arash l'archer
 (juin 2015).
Si vous disposez d'ouvrages ou d'articles de référence ou si vous connaissez des sites web de qualité traitant du thème abordé ici, merci de compléter l'article en donnant les références utiles à sa vérifiabilité et en les liant à la section « Notes et références ».

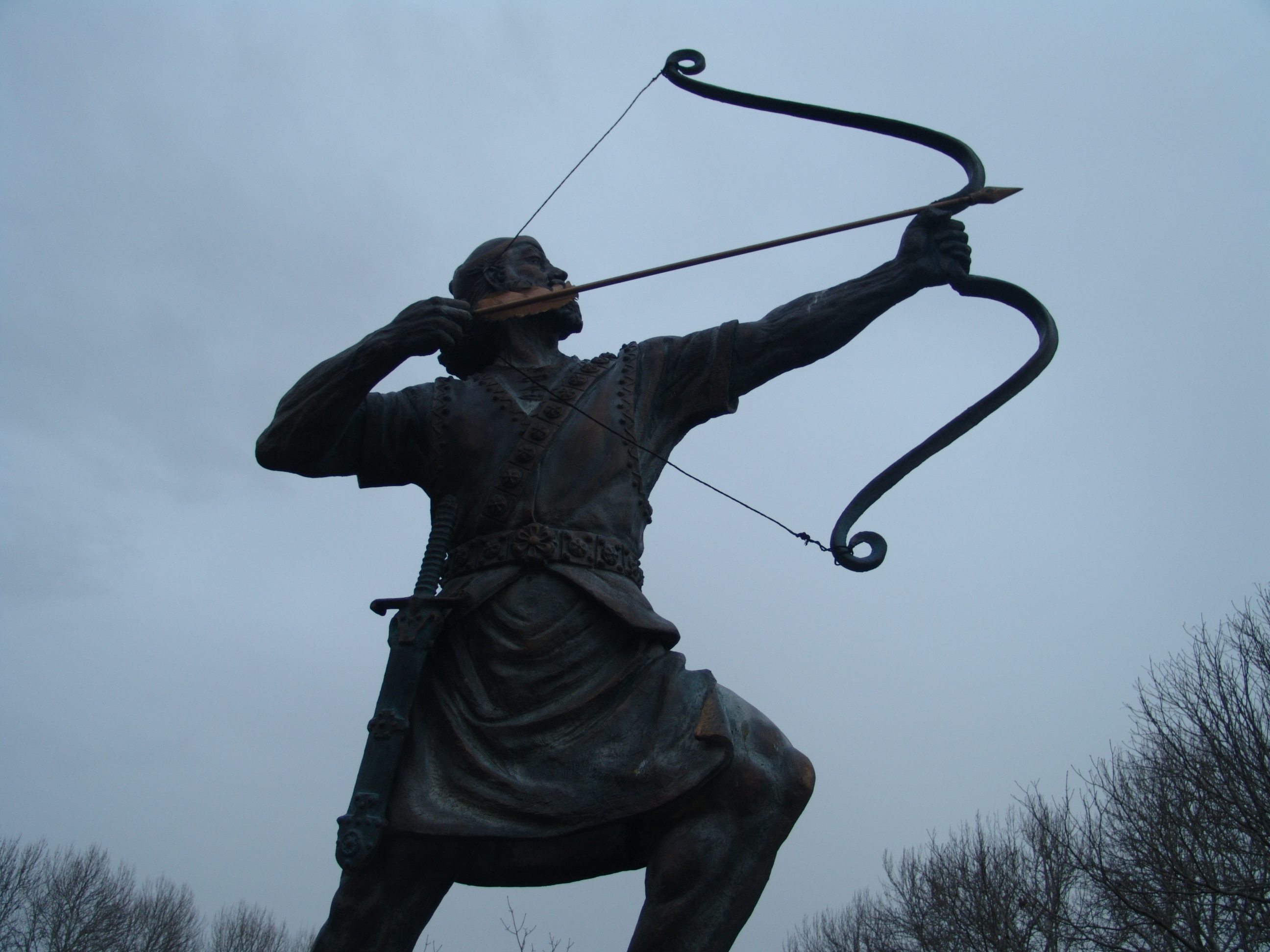
Représentation d'Arash l'archer.

Arash l'archer (en persan : آرش کمانگیر -  Āraš-e Kamāngīr, également connu sous le nom persan آرش تیرانداز - Āraš-e Tir-Andâz) est un archer, figure héroïque de la Mythologie perse composée de la tradition orale et du folklore perses.

## Histoire
L'histoire de l'archer se déroule comme suit : lors d'une guerre entre les Iraniens et les Touraniens pour la « gloire royale » (de khwarrah), le général Afrasiab encercle les forces du vertueux Manoutchehr, et les deux parties conviennent de faire la paix. Ils parviennent à un accord selon lequel toute la terre située à portée d'un tir de flèche reviendrait à Manoutchehr et aux Iraniens, cependant que le reste devrait alors revenir à Afrasiab et aux Aniranians
Un ange (selon al-Biruni, il s'agit d'Esfandaramad, c'est-à-dire l'Amesha Spenta Spenta Armaiti, député Spendarmad) indique à Manoutchehr de construire un arc et une flèche spéciale, et Arash est désigné pour être l'archer. Arash décoche alors la flèche spécialement préparée à l'aube, qui parcourt ensuite une grande distance avant de finalement atterrir et de marquer ainsi la frontière future entre les Iraniens et les Aniranians.
Dans Talebi et Balami, Arash est détruit lors du tir et disparaît. Dans al-Tabari, il est exalté par le peuple, et est nommé commandant des archers. Il vit sa vie avec grand honneur. La distance parcourue par la flèche varie selon les sources : dans l'une, elle est à mille lieues (farsakhs), dans une autre, à quarante jours de marche. Dans plusieurs récits, la flèche voyage de l'aube à midi, dans d'autres, de l'aube jusqu'au coucher du soleil. Quelques sources spécifient une date particulière pour l'événement. Le Moyen-Perse Mah i Frawardin note le 6e jour du 1er mois (Khordad de Frawardin). Des sources ultérieures associent l'événement avec les festivités de Tiregan « probablement » provoquées par l'homonymie avec le Yazata Tir ou tir flèche.
Le nom Arash reste l'un des noms les plus populaires parmi les Iraniens.